# Miodary (województwo dolnośląskie)
Miodary (niem. Hönigern) – wieś w Polsce, położona w województwie dolnośląskim, w powiecie oleśnickim, w gminie Dobroszyce.

## Podział administracyjny
| SIMC    | Nazwa   | Rodzaj  |
| ------- | ------- | ------- |
| 0874199 | Miodary | kolonia |

W latach 1975–1998 miejscowość administracyjnie należała do województwa wrocławskiego.

## Historia
Miodary były wzmiankowane po raz pierwszy w 1501 roku. W 1720 r. założono szkołę (nie wiadomo dokładnie kiedy została ona zburzona), dzięki czemu już w roku 1871 liczba analfabetów wynosiła niecałe 10% mieszkańców. Około roku 1760 wybudowana została drewniana dzwonnica przy cmentarzu (pozostałości po cmentarzu można zobaczyć po dziś dzień). Wiadomo także, że znajdowała się tutaj gorzelnia, która została prawie całkowicie zniszczona przed II wojną światową, natomiast jej pozostałości zaraz po zakończeniu wojny zostały zlikwidowane.
Przed II wojną światową tereny Miodar zamieszkiwali Niemcy, lecz po jej zakończeniu zaczęli wyjeżdżać, a do pozostawionych domów wprowadzali się Polacy.